# Campionati europei di ciclismo su strada 2001
I Campionati europei di ciclismo su strada 2001 si disputarono ad Apremont, in Francia, tra il 24 e il 26 agosto 2001.

## Eventi

### Cronometro individuali
Venerdì 24 agosto
- Donne Under-23
- Uomini Under-23

### Corse in linea
Domenica 26 agosto
- Donne Under-23, 108,7 km
- Uomini Under-23, 163,8 km

## Medagliere
| Pos.   | Nazione     | Oro | Argento | Bronzo | Totale |
| ------ | ----------- | --- | ------- | ------ | ------ |
| 1      | Italia      | 2   | 0       | 0      | 2      |
| 2      | Paesi Bassi | 1   | 0       | 0      | 1      |
| 2      | Svizzera    | 1   | 0       | 0      | 1      |
| 4      | Germania    | 0   | 2       | 1      | 3      |
| 5      | Russia      | 0   | 1       | 1      | 2      |
| 6      | Rep. Ceca   | 0   | 1       | 0      | 1      |
| 7      | Ucraina     | 0   | 0       | 1      | 1      |
| 7      | Francia     | 0   | 0       | 1      | 1      |
| Totale | Totale      | 4   | 4       | 4      | 12     |

## Sommario degli eventi
| Eventi                 | Oro                           | Tempo    | Argento                   | Tempo | Bronzo                    | Tempo |
| Uomini Under-23        |                               |          |                           |       |                           |       |
| Gara in linea dettagli | Giampaolo Caruso Italia       | 3h50'53" | Eric Baumann Germania     | a 9"  | Roman Luhovyj Ucraina     | s.t.  |
| Cronometro dettagli    | Manuel Quinziato Italia       | 39'03"   | Aleksandr Bespalov Russia | a 20" | Sebastian Lang Germania   | a 30" |
| Donne Under-23         |                               |          |                           |       |                           |       |
| Gara in linea dettagli | Mirella van Melis Paesi Bassi | 2h49'56" | Angela Brodtka Germania   | s.t.  | Sophie Creux Francia      | s.t.  |
| Cronometro dettagli    | Nicole Brändli Svizzera       | 27'28"   | Lada Kozlikova Rep. Ceca  | a 3"  | Ol'ga Zabelinskaja Russia | a 13" |